# MySQL Manager
Un MySQL Manager è un tool software che permette di interfacciarsi ad un server MySQL per svolgere procedure amministrative sui database e oggetti correlati.

## Categorie
I manager per MySQL possono essere raggruppati in due categorie:
- Interfaccia al database, cioè applicazioni che consentono di eseguire query e vedere il risultato sullo schermo;
- Gestione del server di database, cioè applicazioni che includono strumenti di amministrazione degli utenti (es.permessi), dei parametri di configurazione, di monitoraggio delle prestazioni e del salvataggio dei dati.

Alcuni manager sono specializzati in una delle due funzioni, altri le comprendono entrambe. Per esempio, MySQL Query Browser è principalmente un tool della prima categoria, mentre MySQL Administrator appartiene alla seconda.
Sono molto diffusi anche i manager in grado di operare su più database server.

## MySQL Manager più diffusi
Esistono vari tipi di MySQL manager tra cui:
- phpMyAdmin:  tool scritto in PHP che permette di operare tramite browser su un server MySQL;
- MySQL Administrator [1]: tool ufficiale di amministrazione della MySQL AB;
- MySQL Query Browser [2]: tool ufficiale di interrogazione database
- MySQL Workbench: strumento visuale di disegno e di modellazione dati per database MySQL;
- SQL Yog [3]: altro tool molto popolare, recentemente rilasciato in licenza Open Source;
- DaDaBIK:  software scritto in PHP che consente di interrogare il database tramite un CRUD Web front-end personalizzabile;
- Heidi SQL[4], erede del noto MySQL Front, con una lunga storia dietro[5].